# María Mercader
María de la Asunción Mercader Forcada, vedova De Sica (Barcellona, 6 marzo 1918 – Roma, 26 gennaio 2011), è stata un'attrice spagnola naturalizzata italiana.

## Biografia

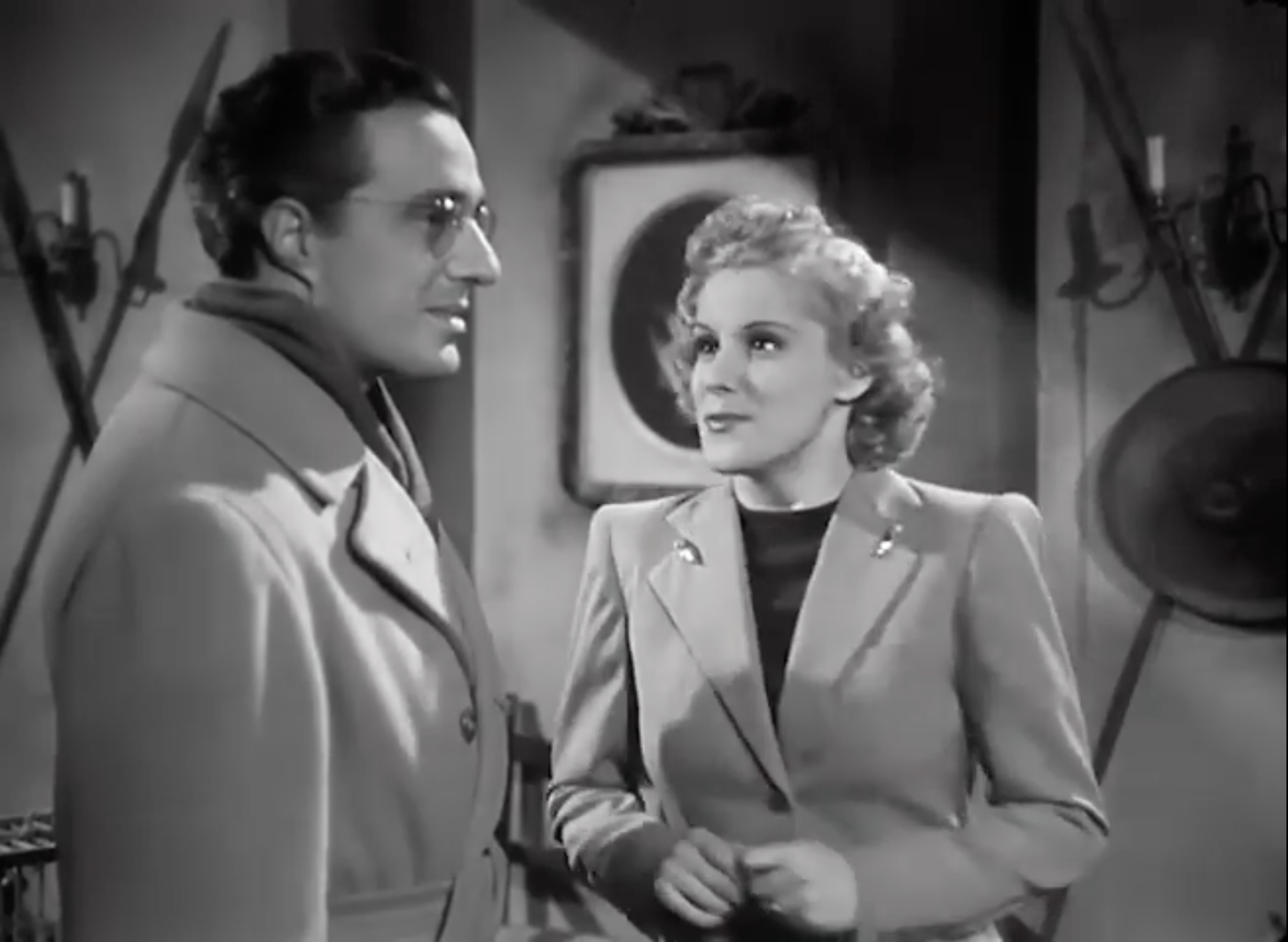
Vittorio De Sica e María Mercader in Se io fossi onesto (1942)

Era la figlia di Luis Mercader Marina e María Forcada Baxeras. Suo cugino, Ramón Mercader, figlio del fratello di suo padre, fu un agente segreto sovietico noto per essere stato l'assassino del politico Lev Trockij. 
Nel 1939 ebbe inizio la sua attività in Italia, dove interpretò diversi film, avendo come segretario Mario Monicelli. Nel 1942, sul set del film Un garibaldino al convento, conobbe il regista Vittorio De Sica, che dopo il divorzio ottenuto dalla precedente moglie Giuditta Rissone, sposò nel 1959 in Messico. Il matrimonio non fu riconosciuto dalla legge italiana, e i due, una volta ottenuta la cittadinanza francese nel 1968, si sposarono nuovamente a Parigi. 
Fu madre di Manuel De Sica e Christian De Sica, nonna di Andrea De Sica (figlio di Manuel), Brando De Sica e Maria Rosa De Sica (figli di Christian), suocera della produttrice Tilde Corsi (moglie di Manuel) e di Silvia Verdone (moglie di Christian), oltreché consuocera di Mario Verdone, padre di Carlo e di Silvia. 
Nel 1991 recitò in La casa del sorriso, diretto da Marco Ferreri, film che nello stesso anno vinse l'Orso d'oro al Festival internazionale del cinema di Berlino.
È morta a Roma all'età di 92 anni, il 26 gennaio 2011. È stata sepolta nella tomba della famiglia De Sica al cimitero del Verano.

## Filmografia

Virgilio Riento e María Mercader in Due cuori sotto sequestro (1941)

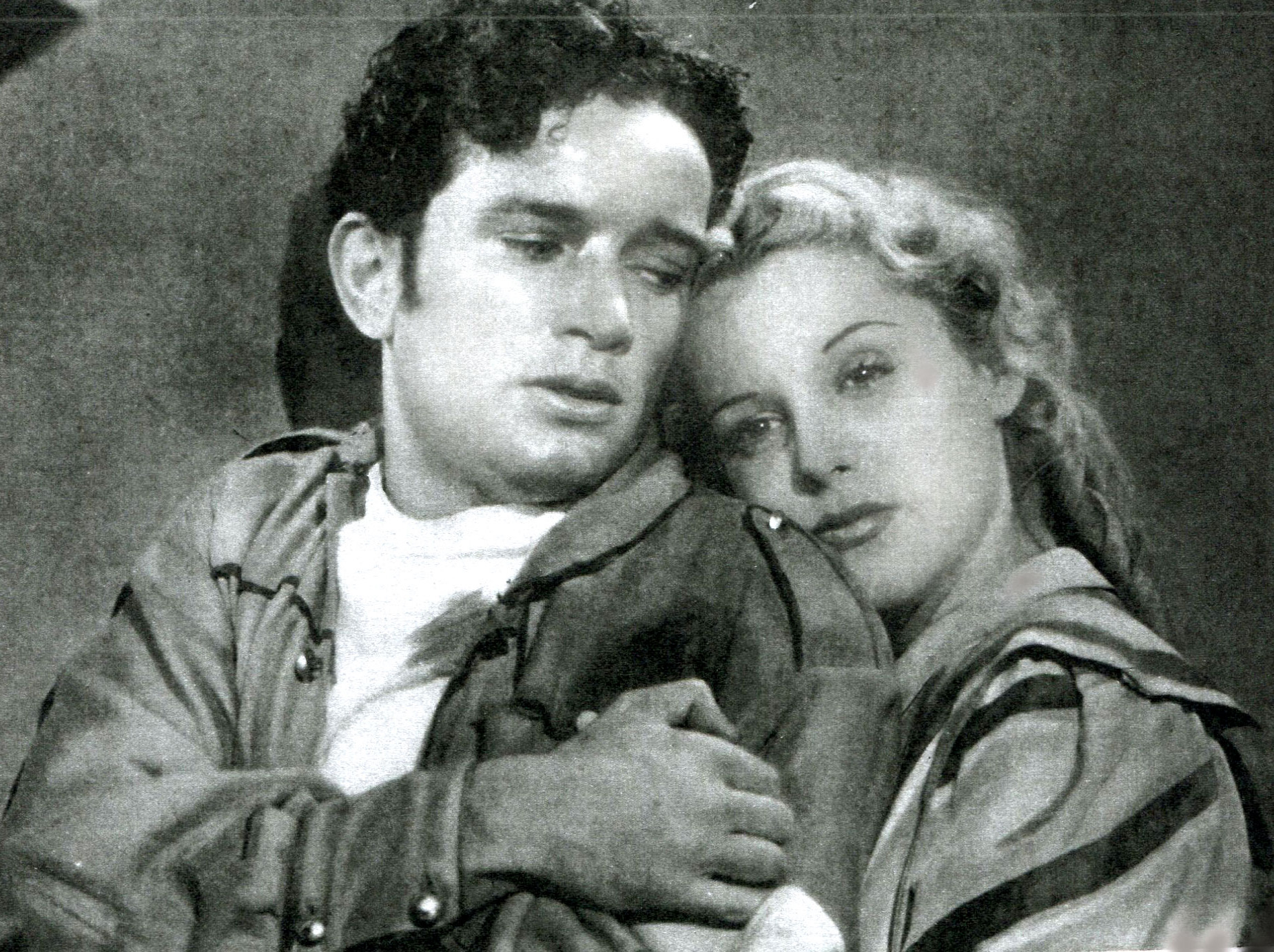
Leonardo Cortese e María Mercader in Un garibaldino al convento (1942)

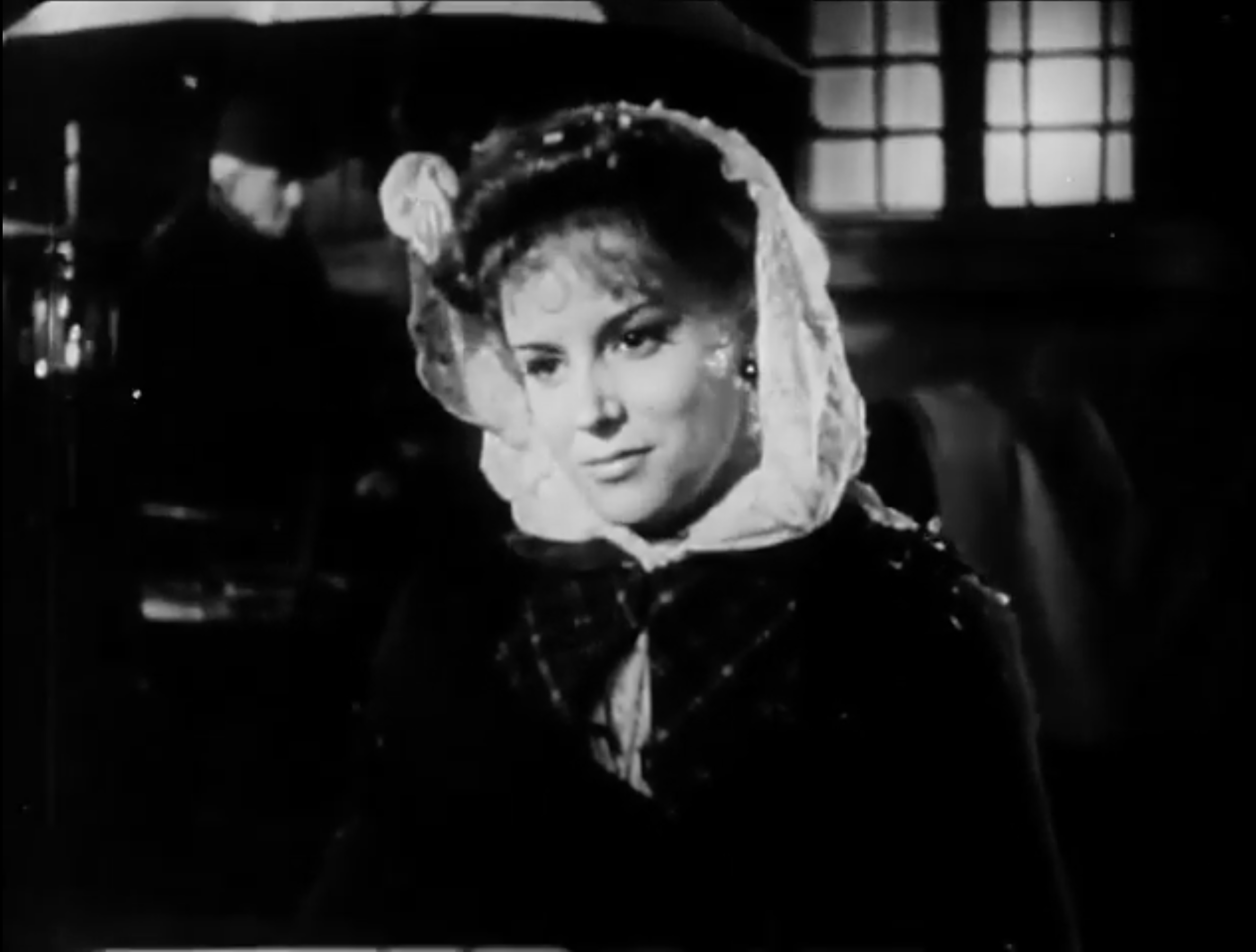
María Mercader in Cuore (1948)

### Cinema
- La bruja, regia di Maximiliano Thous (1923)
- Molinos de viento, regia di Rosario Pi (1939)
- L'étrange nuit de Noël, regia di Yvan Noé (1939)
- Il segreto inviolabile, regia di Julio De Fleishner (1939)
- La gerla di papà Martin, regia di Mario Bonnard (1940)
- La luce che torna, regia di Benito Perojo (1940)
- Una famiglia impossibile, regia di Carlo Ludovico Bragaglia (1940)
- El marido provisional, regia di Nunzio Malasomma (1941)
- La forza bruta, regia di Carlo Ludovico Bragaglia (1941)
- Il prigioniero di Santa Cruz, regia di Carlo Ludovico Bragaglia (1941)
- L'attore scomparso, regia di Luigi Zampa (1941)
- Due cuori sotto sequestro, regia di Carlo Ludovico Bragaglia (1941)
- Brivido, regia di Giacomo Gentilomo (1941)
- Il re si diverte, regia di Mario Bonnard (1941)
- L'uomo venuto dal mare, regia di Belisario Randone e Roberto De Ribon (1942)
- Se io fossi onesto, regia di Carlo Ludovico Bragaglia (1942)
- Un garibaldino al convento, regia di Vittorio De Sica (1942)
- Finalmente soli, regia di Giacomo Gentilomo (1942)
- Musica proibita, regia di Carlo Campogalliani (1942)
- Buongiorno, Madrid! , regia di Gian Maria Cominetti (1942)
- La fanciulla dell'altra riva, regia di Piero Ballerini (1942)
- Il treno crociato, regia di Carlo Campogalliani (1943)
- La vita è bella, regia di Carlo Ludovico Bragaglia (1943)
- Non sono superstizioso... ma!, regia di Carlo Ludovico Bragaglia (1943)
- I nostri sogni, regia di Vittorio Cottafavi (1943)
- La primadonna, regia di Ivo Perilli (1943)
- Nessuno torna indietro, regia di Alessandro Blasetti (1945)
- L'ippocampo, regia di Gian Paolo Rosmino (1945)
- La porta del cielo, regia di Vittorio De Sica (1945)
- Il canto della vita, regia di Carmine Gallone (1945)
- Natale al campo 119, regia di Pietro Francisci (1948)
- Cuore, regia di Duilio Coletti (1948)
- Il cavaliere misterioso, regia di Riccardo Freda (1948)
- Buongiorno, elefante!, regia di Gianni Franciolini (1952)
- Giovannino, regia di Paolo Nuzzi (1976)
- Claretta, regia di Pasquale Squitieri (1984)
- Luces y sombras, regia di Jaime Camino (1988)
- Il conte Max, regia di Christian De Sica (1991)
- La casa del sorriso, regia di Marco Ferreri (1991)
- Al lupo al lupo, regia di Carlo Verdone (1992)

### Televisione
- Savannah Bay, regia di Hermann Bonnín – film TV (1990)

## Teatro
- Il tempo e la famiglia Conway di John Boynton Priestley, regia di Alessandro Blasetti, Teatro delle Arti di Roma, 10 aprile 1945.
- Ma non è una cosa seria di Luigi Pirandello, regia di Alessandro Blasetti, Teatro delle Arti di Roma, 30 aprile 1945.
- Il matrimonio di Figaro di Pierre-Augustin Caron de Beaumarchais, regia di Luchino Visconti, Teatro Quirino di Roma, 12 gennaio 1946.

## Doppiatrici
- Rosetta Calavetta in Brivido, Se io fossi onesto, Il prigioniero di Santa Cruz,  Buongiorno, Madrid!, La fanciulla dell'altra riva, Il cavaliere misterioso
- Lydia Simoneschi in Musica proibita, Finalmente soli, Il segreto inviolabile, Il treno crociato, Cuore
- Renata Marini in Il re si diverte, La vita è bella, La forza bruta